# Nico Puig
Luíz Nicolau Schumann Puig, bardziej znany jako Nico Puig (ur. 15 listopada 1972 w São Paulo, w stanie São Paulo) – brazylijski aktor i model.

## Życiorys
W wieku 17 lat prowadził program Revistinha (1988) na kanale TV Cultura. W miniserialu Rede Globo Sex Appeal (1993) z Camilą Pitangą i Thalesem Panem Chaconem grał Antônia „Tony’ego” Marchezziego, boksera wagi średniej. W latach 90 XX wieku występował w telenowalach Rede Globo, w tym i OKo w oko (Olho no Olho, 1993) jako makiaweliczny Fred i Malhação (1995, 1996) w roli złego chłopaka. Za rolą Fernadno w telenoweli Pequena Travessa (2002–2003) był nominowany do nagrody Contigo 2003 w kategorii najlepszy czarny charakter.
W sierpniu 1999 pozował nago jako model dla brazylijskiego miesięcznika „G Magazine”. W listopadzie 2012 trafił na okładkę „Mensch”.
W lipcu 2013 pojawił się w teledysku do utworu Joe Welch „Rebirth” z filmu Desalmados – O Vírus (Odrodzenia - wirus), kręconym w klubie Blue Space. 

## Życie prywatne
W 2016 publicznie ujawnił swoją orientację seksualną jako gej. Od lat 90. był związany z producentem Jeffem Lattari. Związek został ujawniony opinii publicznej dopiero w 2016.

## Wybrana filmografia

### Seriale
- 1991: Wielki ojciec (Grande Pai)
- 1993: OKo w oko (Olho no Olho) jako Fred
- 1993: Sex Appeal jako Tony Marchezzi
- 1995: Malhação jako Raul - Bad Boy
- 1995: Ty rozstrzygniesz (Você Decide)
- 1996: Malhação jako Raul - Bad Boy
- 1997: Prawo do wygrania (Direito de Vencer) jako Paolo
- 1997: Ty rozstrzygniesz (Você Decide)
- 1997: Kajak sum (Canoa do Bagre) jako Orlando
- 1998: Ognista gwiazda (Estrela de Fogo ) jako Maurício Alvarenga
- 2002: Mały talerz (A Pequena Travessa) jako Fernadno
- 2004: Jej oczy (Seus Olhos) jako Rinaldo (Berro)
- 2004: Dede i szalone polecenie (Dedé e o Comando Maluco) jako Obcy
- 2007: Maria nadzieja (Maria Esperança) jako Santiago Queiroz
- 2009: Sprzedam welon (Vende-se um Véu de Noiva) jako Gilson
- 2011: Miłość i rewolucja (Amor e Revolução) jako Filinto Guerra
- 2014: Celebrity Apprentice (Aprendiz Celebridades) - występuje w roli samego siebie

### Filmy
- 1998: Zły na dzień (Pobres por um dia) jako Francisco